# T2K
T2K (Tokai to Kamioka, Japón) es un experimento de física de partículas en el que colaboran científicos de varias nacionalidades, incluyendo Japón, Canadá, Francia, Alemania, Italia, Corea del Sur, Polonia, Rusia, España, Suiza, EE.UU y Gran Bretaña. El objetivo del experimento T2K es la medida de las oscilaciones de neutrinos. En T2K un intenso haz de neutrinos es enviado desde el laboratorio J-PARC en Tokai cerca de Mito (Japón) hasta el detector Super-Kamiokande cerca de Toyama (Japón), a 295 kilómetros de distancia. Super-Kamiokande no se halla en el eje del haz de neutrinos sino que está desplazado unos 2.5º para optimizar el espectro de neutrinos en la zona de energía relevante para las oscilaciones. El haz de neutrinos se mide cerca del punto de producción para medir con precisión el flujo de neutrinos antes de las oscilaciones, esto se lleva a cabo con un complejo de detectores (ND280) que están situados a 280 m en la dirección de Super-Kamiokande. El objetivo del experimento es la búsqueda de las oscilaciones de neutrinos del νμ a νe para medir el parámetro de mezcla θ13, que es uno de los parámetros de la matriz de Pontecorvo–Maki–Nakagawa–Sakata.
El Institut de Física d´Altes Energies en Barcelona y el Instituto de Física Corpuscular (CSIC) de Valencia forman parte la colaboración T2K desde el año 2002 y han contribuido a la construcción y operación del detector cercano ND280.
El 5 de junio de 2011, la colaboración T2K anunció la medida de 6 νe sobre un número esperado de 1.5 en ausencia de oscilaciones, lo que supusieron  2.5 desviaciones estándares. Las medida fue confirmada posteriormente por una serie de experimentos de oscilaciones de neutrinos producidos en reactores nucleares (Double Chooz, RENO y Daya Bay) que observaron la desaparición de anti-neutrinos electrónicos con una probabilidad en perfecto acuerdo con la medida de T2K. Los últimos resultados publicados por el experimento han medido 28 sucesos sobre un número esperado de 4.92 en ausencia de oscilaciones, estadísticamente corresponde a 7.3 desviaciones estándares.
El experimento publicó la medida de la desaparición de neutrinos muónicos  que están en acuerdo con experimentos anteriores MINOS  y Super-Kamiokande siendo la medida más precisa hasta la fecha del ángulo de mezcla θ23.

## Objetivos científicos
El objetivo principal de T2K es la de ayudar a completar el conocimiento sobre las llamadas oscilaciones de neutrinos. Experimentos previos habían observado la desaparición de neutrinos muónicos que habían oscilado a neutrinos de tipo tau que no se podían detectar en estos experimentos. La oscilación de neutrinos muónicos a neutrinos electrónicos no se había detectado nunca debido a que el parámetro que daba la probabilidad de esta transición (θ13) en la matriz de Pontecorvo–Maki–Nakagawa–Sakata es muy pequeño. T2K ha sido el primer experimento en el que se ha detectado la aparición de neutrinos electrónicos en un haz de neutrinos muónicos. La medida de precisión de los parámetros que gobiernan la desaparición de neutrinos muónicos ( Δm²13 y θ23) es otro objetivo del experimento.
El detector cercano de T2K (ND280) se usa para la determinación del flujo de neutrinos con precisión, pero es usado también para medir las interacciones de neutrinos con núcleos a baja energía (alrededor de 1GeV) que están pobremente medidas y que pueden ayudar a dilucidar la dinámica nuclear.

## Detector cercano (ND280)

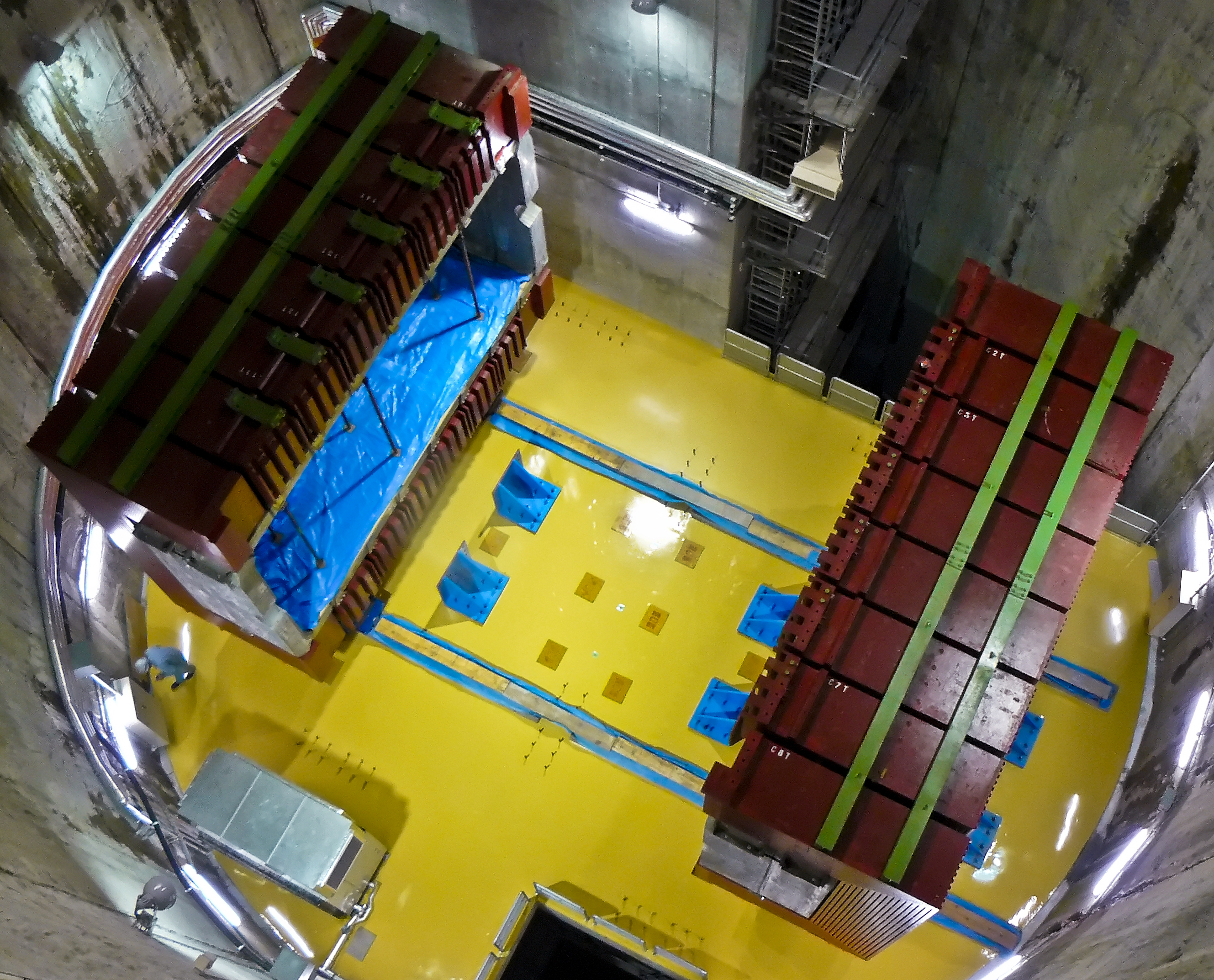
Detector cercano ND280 durante su construcción

El detector cercano está emplazado a 280 metros del punto de interacción de los protones en el blanco de grafito. El detector está dividido en varios subdetectores especializados en la detección de varios tipos de partículas. Todo el detector está inmerso en un campo magnético de 0.2 Tesla creado por un imán dipolar. El campo magnético curva las partículas con carga eléctrica permitiendo la medida de su cantidad de movimiento. El detector ND280 ha sido diseñado para medir el flujo de neutrinos en función de su energía. la naturaleza de los neutrinos del haz (electron, muon, antineutrinos) y caracterizar las interacciones de neutrinos con núcleos. Estas medidas se realizan cerca de la producción de forma el efecto de las oscilaciones de neutrinos es despreciable. El detector está localizado fuera del eje como el detector cercano para medir un espectro de energías lo más cercano posible al del detector lejano.

### Cámara de proyección temporal
Las tres cámaras de proyección temporal (TPC de sus siglas en inglés) miden la curvatura de las partículas cargadas ( muon, pion, electrón,...) producidas en la interacción de los neutrinos con los núcleos y así determinar su cantidad de movimiento. Al mismo tiempo, estos detectores pueden identificar la naturaleza de las partículas a través de los patrones de ionización del gas.

### FGD
Los detectores de grado fino (FGD en sus siglas en inglés), están localizados entre la primera y la segunda TPC y entre esta y la última. El FGD es un blanco activo de alta masa (2 toneladas en total )para que los neutrinos interaccionen y al mismo tiempo se puedan identificar los productos de la colisión antes de que lleguen a las TPC.

### P0D
El detector de piones neutros (P0D en sus siglas en inglés) es un bloque altamente segmentado de detector de centelleo con láminas de plomo intercaladas. Su función principal es la medida de los piones neutros producidos en las interacciones de neutrinos con núcleos. Su alta densidad permite que los fotones que vienen de la desintegración estén contenidos en el detector y su alta segmentación permite reconstruir la energía y dirección de los mismos.

### ECAL
El calorímetro electromagnético (ECAL) rodea los detectores internos (TPC, FGD,P0D) para detectar energía que no se ha medido en los detectores internos. Es un detector hecho de barras de plástico centelleador con planos de plomo que aumenta la densidad del detector y reduce el número de partículas que se escapan del detector sin ser medidas.

### SMRD
El detector de muones (SMRD) consiste en una serie de planos de plástico centelleador que se encuentran insertados en unas rendijas del imán construidas para ese propósito. Este detector mide los muones que escapan de los detectores internos y ayuda a su identificación y a la medida de su cantidad de movimiento a través de su longitud recorrida en el detector.

### INGRID
El flujo de producción de neutrinos y la alineación con respecto del detector lejano Super-Kamiokande se controla con una matriz de 16 detectores compactos de alta masa construidos alternando plástico centelleador y hierro. Los 16 detectores se disponen en forma de cruz con un detector central en la dirección del flujo de neutrinos y 6 en cada brazo horizontal y vertical. Los dos últimos detectores están colocados en la dirección diagonal. Las primeras medidas han sido publicadas recientemente.

## Instituciones científicas colaboradoras
Las instituciones japonesas que acogen el experimento:
- ICRR, Universidad de Tokio (Japón) por Super-Kamiokande
- KEK, Tsukuba (Japón) por J-PARC

Las instituciones internacionales colaborando en el experimento T2K:
- Boston University (EE. UU.)
- IRFU, CEA Saclay (Francia)
- Colorado State University (EE. UU.)
- Daresbury Laboratory (GB)
- Duke University (EE. UU.)
- ETH Zúrich (Suiza)
- ICRR, Kamioka Observatory (Japón)
- IFAE, Barcelona (España)
- IFIC, Valencia (España)
- IFJ PAN, Krakow (Polonia)
- INFN Sezione di Bari (Italia)
- INFN Sezione di Roma (Italia)
- INR (Rusia)
- IPN Lyon (IN2P3) (Francia)
- Imperial College London (GB)
- Kobe University (Japón)
- Kyoto University (Japón)
- LLR Ecole polytechnique (IN2P3) (Francia)
- LPNHE, UPMC, Paris (Francia)
- Lancaster University (GB)
- Louisiana State University (EE. UU.)
- Miyagi University of Education (Japón)
- Napoli University and INFN (Italia)
- NCBJ, Warsaw (Polonia)
- Osaka City University (Japón)
- Oxford University (GB)
- Padova University and INFN (Italia)
- Queen Mary, University of London (GB)
- Rutherford Appleton Laboratory (GB)
- RWTH Aachen (Alemania)
- Stony Brook University / State University of New York at Stony Brook (EE. UU.)
- TRIUMF (Canadá)
- University of Alberta (Canadá)
- University of Bern (Suiza)
- University of British Columbia (Canadá)
- University of California, Irvine (EE. UU.)
- University of Colorado (EE. UU.)
- University of Geneva (Suiza)
- University of Liverpool (GB)
- University of Pittsburgh (EE. UU.)
- University of Regina (Canadá)
- University of Rochester (EE. UU.)
- University of Sheffield (GB)
- University of Silesia, Katowice (Polonia)
- University of Tokyo (Japón)
- University of Toronto (Canadá)
- University of Victoria (Canadá)
- University of Warsaw (Polonia)
- University of Warwick (GB)
- University of Washington (EE. UU.)
- University of Winnipeg (Canadá)
- Warsaw University of Technology (Polonia)
- Wroclaw University (Polonia)
- York University (Canadá)

### Instituciones que han colaborado en el pasado
- Chonnam National University (Corea)
- Dongshin University (Corea)
- Seoul National University (Corea)
- Brookhaven National Laboratory (EE. UU.)